# 仁青平措
仁青平措（1943年—），男，藏族，西藏隆子人，中国登山运动员，国际级运动健将，曾任西藏自治区登山运动管理中心副主任。